# 青とメメメ
『青とメメメ』（あおとメメメ）は、2013年9月15日に開催された、RADWIMPSの野外ワンマンライブである。

## 概要
「青とメメメ」は、RADWIMPSが初めて開催した野外ワンマンライブとなった。バンドとしては、2013年1月1日に開催を発表した。
ライブは宮城県川崎町の国営みちのく杜の湖畔公園みちのく公園北地区風の草原にて開催され、約2万2千人を動員した。
開催概要
- 出演：RADWIMPS / 味噌汁's
- 主催：仙台放送 / KHB東日本放送 / Date fm / TOKYO FM / ノースロードミュージック / YUMEBANCHI
- 企画制作：voque ting / YUMEBANCHI
- 後援：宮城県川崎町 / 国営みちのく杜の湖畔公園 / エフエム青森 / エフエム秋田 / エフエム岩手 / エフエム山形 / ふくしまFM / ZIP-FM / FM802 / SPACE SHOWER TV
- 協力：EMI Records Japan/UNIVERSAL MUSIC LLC

7年ぶりの復活ライブとして、味噌汁'sがRADWIMPSのアンコールの前に出演。また、開催前には、エレキコミックのやついいちろうと宮城県川崎町のキャラクター「チョコえもん」が、野外ライブに参加する時の注意事項や宮城県のご当地情報を3回に分けて紹介する「青とメメメへの道」（あおとメメメへのみち）と題した番組が、SPACE SHOWER TVのYouTubeチャンネルにて公開された。
「青とメメメ」の由来として、メは女を表しており、野外での性交を意味する青姦に野外ライブの成功を掛けている。

## テレビ放送
2014年3月2日には、NHK BSプレミアムにて、メンバーのメッセージを交えながらライブの模様を放送する特別番組「RADWIMPS 野外ライブ 2013 青とメメメ」（ラッドウィンプス やがいライブ にせんじゅうさん あおとメメメ）が放送された。

### 放送曲
1. One man live
2. 05410-(ん)
3. ヒキコモリロリン
4. セプテンバーさん
5. シュプレヒコール
6. ブレス
7. 螢
8. ブリキ
9. DADA
10. 君と羊と青
11. オーダーメイド
12. 有心論

## Blu-ray&DVD
2015年9月16日には、EMI Records Japanから、このライブの模様を収録したBlu-ray Disc及びDVDが発売された。
また、発売に先立ち9月4日から6日に、全国13の映画館にて先行上映が行われた。

### 収録曲
1. One man live
2. ギミギミック
3. なんちって
4. 05410-(ん)
5. 遠恋
6. ヒキコモリロリン
7. 指切りげんまん
8. シザースタンド
9. セプテンバーさん
10. シュプレヒコール
11. ます。
12. ラブラドール
13. いいんですか？
14. ブレス
15. 螢
16. ブリキ
17. DADA
18. G行為
19. おしゃかしゃま
20. 夢番地
21. トレモロ
22. ふたりごと
23. 君と羊と青
24. 俺色スカイ
25. ドリーマーズ・ハイ
26. オーダーメイド

アンコール
1. ラストバージン
2. 有心論